# ダクラタスビル
ダクラタスビル（英:Daclatasvir）は、経口C型肝炎治療薬の一つである。アスナプレビルと併用する事で、注射を要しないC型肝炎の治療が可能となった。第一世代の直接作用型抗ウイルス薬とされる。商品名はダクルインザである。開発コードはBMS-790052である。WHO必須医薬品モデル・リストに収載されている。

## 承認状況
日本では2014年7月にアスナプレビルと併用することを条件に同時に承認された。
欧州では2014年8月にソホスブビルと併用することを条件に承認された。
米国では承認申請が断念された。また日本でも2021年に販売が中止された。

## 効能・効果
セログループ1（ジェノタイプ1）のC型慢性肝炎またはC型代償性肝硬変におけるウイルス血症の改善

## 禁忌
次の患者には禁忌である。
- 製剤成分に過敏症のある患者
- リファンピシン、リファブチン、フェニトイン、カルバマゼピン、フェノバルビタール、デキサメタゾンを投与中の患者
- セイヨウオトギリソウ（セント・ジョーンズ・ワート）含有食品を摂取している患者

### 慎重投与
- B型肝炎罹患者または既往者では、B型肝炎ウイルスが再活性化する可能性がある。

## 副作用
重大な副作用として知られているものには、肝機能障害（ALT（GPT）増加（8.6%）、AST（GOT）増加（5.6%）、血中ビリルビン増加（0.5%）、プロトロンビン時間延長、アルブミン低下）、肝不全、多形紅斑、血小板減少、間質性肺炎がある。
5%以上の患者に、好酸球増加症、発熱、倦怠感、頭痛、ALT（GPT）増加、AST（GOT）増加が出現する。

## 作用機序
ダクラタスビルはC型肝炎ウイルス（HCV）のNS5Aを阻害する。近年の研究では、ウイルス複製過程の2箇所を阻害してHCV RNAを速やかに減少させるとされている。
ダクラタスビルについては、アスナプレビルやソホスブビルといった直接作用型抗ウイルス薬と同様、ペグ化インターフェロンやリバビリンとの併用効果が臨床試験で確認された